# Fontaine Achgabat
La fontaine Achgabat, située à Achgabat, au Turkménistan, est l'un des plus grands ensembles de fontaines publiques au monde. C'est l'un des principaux symboles de la ville.
La fontaine est située sur la route menant de l'aéroport d'Achgabat au centre de la capitale. Elle a été construite par la société turque Polimeks (en) en 2008. Son système d'éclairage complexe fonctionne à l'énergie solaire. Ce complexe comprend 27 fontaines synchronisées, éclairées et entièrement programmables ; sa superficie totale d'environ 15 hectares.